# Як
Якът (Bos grunniens), наричан още тибетски як или див як, е едър бозайник от разред Чифтокопитни (Artiodactyla) с дълга гъста кафява козина. Следва да се отбележи, че в Тибет „як“ се наричат само мъжките животни, а женските са дри.
От края на XX век се правят опити за изкуствено заселване на якове в България, като през 2005 година в страната има около 17 екземпляра., през 2011 и 2012 г. – 18 бр. (всичките в Държавно ловно стопанство „Витиня“).

## Физически характеристики
- Мъжки
  - Маса – около 1200 кг до 1500 кг.
  - Височина на холката – 2 м.
  - Дължина на тялото – около 3,3 м.
  - Рога – 60 см.
- Женските са като цяло по-дребни.

Домашният як е значително по-дребен, размерите му са около наполовина на дивия. Козината му е дълга и гъста, с кафяв цвят.

## Разпространение
Якът се среща в диво състояние в Хималаите (подвид Bos mutus). В редица страни (включително България) е успешно аклиматизиран или в процес на аклиматизация.

## Начин на живот и хранене
Якът е тревопасен бозайник. Живее на малки стада.

## Размножаване
Бременността на яка трае 258 дни.
През юни женската ражда едно малко което ще остане с нея една година.

## Допълнителни сведения
Якът се отглежда като домашно животно заради млякото (което понякога след раждане е с розов цвят поради наличие на кръв) и месото. Използва се също така и като работно животно за оран, превоз и др. Кръстосва се успешно с домашното говедо (Bos taurus), като кръстоската се нарича на тибетски дзо или „дзопкьо“. Дивият як се ловува за месо. Числеността му намалява и се е превърнал в застрашен вид.